# Unione di comuni montani Valli Dolo, Dragone e Secchia
L'Unione di Comuni Montani Valli Dolo, Dragone e Secchia è stato un Ente Locale sovra-comunale, con autonomia statutaria, costituitosi in data 24 giugno 2009, che subentrò a titolo universale alla soppressa Comunità Montana dell'Appennino Modena Ovest per poi sciogliersi e diventare nel 2014 un sub-ambito della già esistente Unione dei comuni del Distretto Ceramico con sede a Sassuolo (MO).
La sede dell'Unione era stabilita nel comune di Montefiorino.
L'unione era costituita dai comuni di:
- Frassinoro
- Montefiorino
- Palagano
- Prignano sulla Secchia

Il territorio copre la fascia appenninica della provincia di Modena nella sua sezione occidentale che costituisce in pratica il bacino del fiume Secchia.

## Scioglimento della comunità montana
Nel 2008 è stata emessa una delibera dalla Regione Emilia-Romagna che propone lo scioglimento della comunità montana e una riorganizzazione territoriale come segue:
()